# Hysen Hakani
Hysen Hakani (Berat, 28 de julho de 1932 - Tirana, 7 de fevereiro de 2011) foi um diretor de cinema e roteirista albanês. É creditado a ele a direção do primeiro curta-metragem da Albânia, Fëmijët e saj, que foi lançado em 1957.

## Filmografia
- 1957 - Fëmijët e saj
- 1961 - Debatik
- 1963 - Toka jonë
- 1966 - Oshëtimë në bregdet
- 1969 - Njësiti guerril
- 1972 - Ndërgjegja
- 1977 - Cirku në fshat
- 1979 - Mysafiri
- 1981 - Plaku dhe hasmi
- 1984 - Lundrimi i parë